# Códice Marchaliano

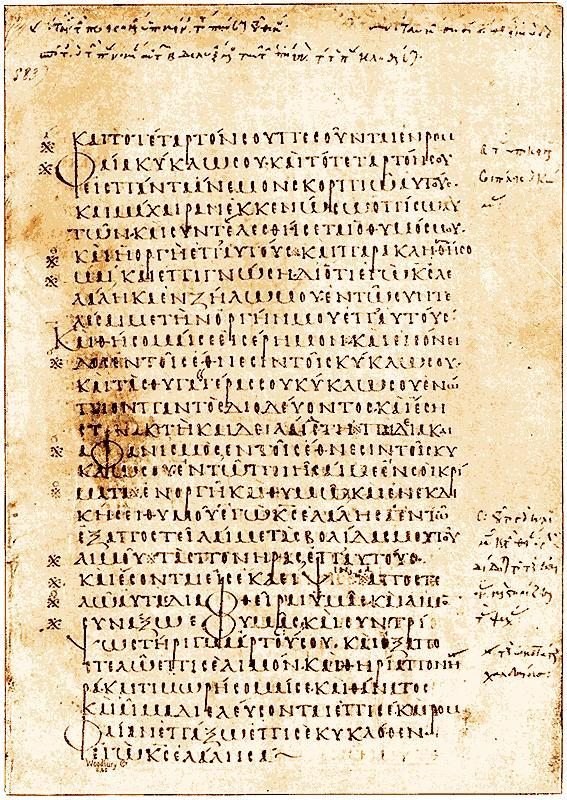
Página del códice con el texto de Eze 5:12-17

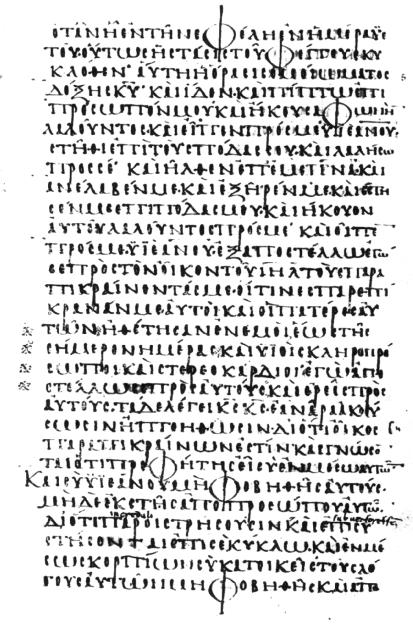
Folio 283 del códice con el texto de Eze 1:28-2:6

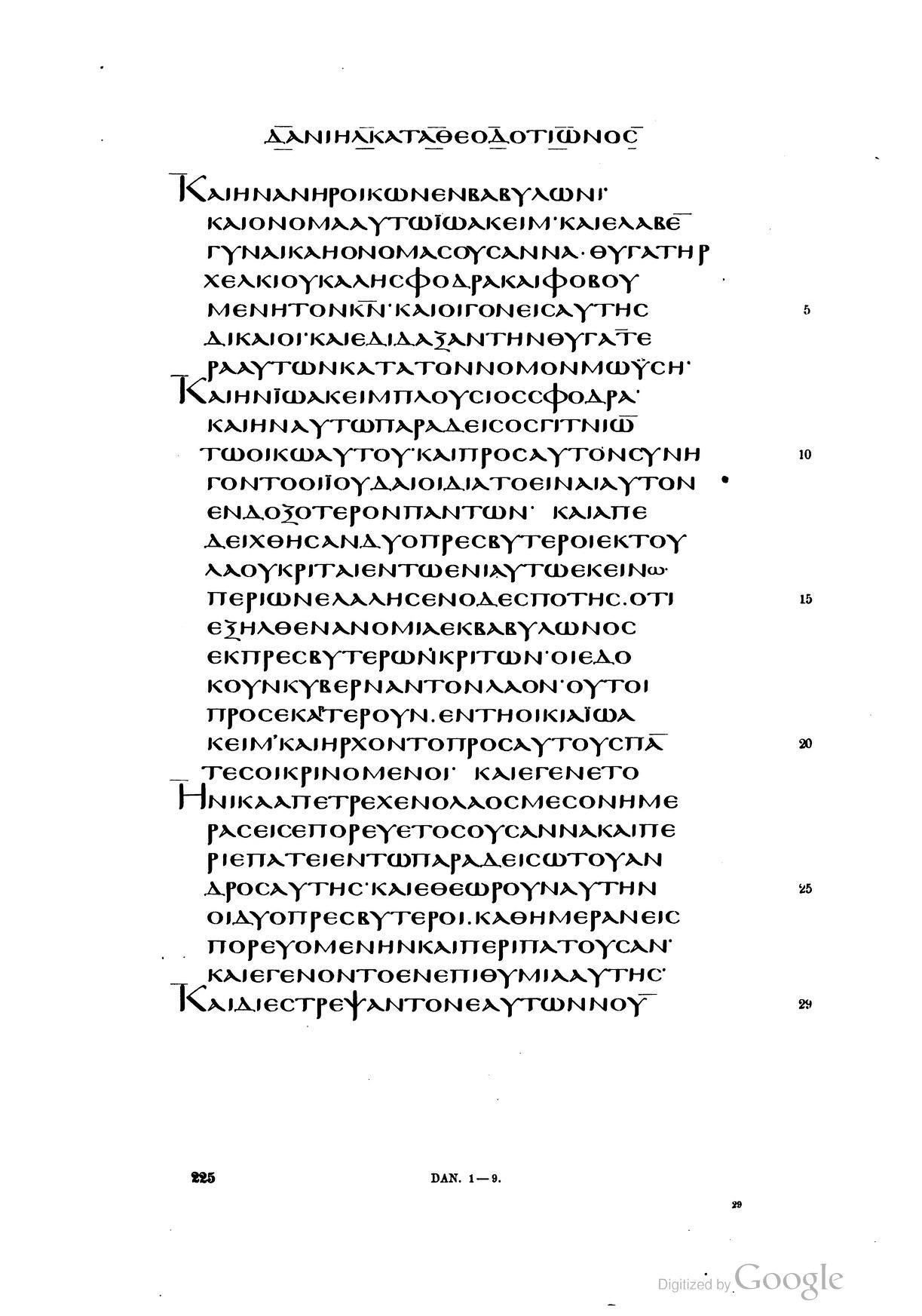
Daniel 1-9 en la edición facsimile de Tischendorf (1869)

El Códice Marchaliano designado por la sigla Q es un manuscrito en idioma griego, una copia de la versión griega de la Biblia hebrea (Tanaj o  Antiguo Testamento) conocida como la Septuaginta. El texto se escribió sobre vitela y en caligrafía uncial. Paleográficamente ha sido asignado al siglo VI.
Su nombre viene del anterior propietario, René Marchal.

## Descripción
El manuscrito está en cuatro volúmenes, dispuestos en cuadernillos de cinco o diez hojas cada uno, como en el Códice Vaticano o el Códice Rosanense. Contiene texto de los Doce Profetas, El Libro de Isaías, Libro de Jeremías con Baruc, Lamentaciones, Epístolas, Libro de Ezequiel, Libro de Daniel, con Susana y Bel. El orden de los 12 Profetas es inusual: Oseas, Amós, Miqueas, Joel, Abdías, Jonás, Nahum, Habacuc, Sofonías, Ageo, Zacarías, y Malaquías. El orden de los libros es el mismo que en el Códice Vaticano.
El Libro de Daniel se presenta en la versión de Teodoción.
El manuscrito actualmente consiste en 416 hojas en pergamino, pero las primeras doce contienen material patrístico, y no forma parte del manuscrito original. Las hojas miden 11 x 7 pulgadas (29 x 18 cm). El escrito está en una columna por página, en 29 líneas por columna, y 24-30 letras en línea.
Está escrito en unciales marcadas de las llamadas estilo copto.
En la primera mitad del siglo XIX tenía la reputación de ser uno de los manuscritos más antiguos de la Septuaginya. Es generalmente aceptado que el Códice Marchaliano pertenece, a la bien defina familia textual de características Hesiquias, y su texto es un resultado de la recensión Hesiquia (junto con los manuscritos A, 26, 86, 106, 198, 233).

## Historia del códice

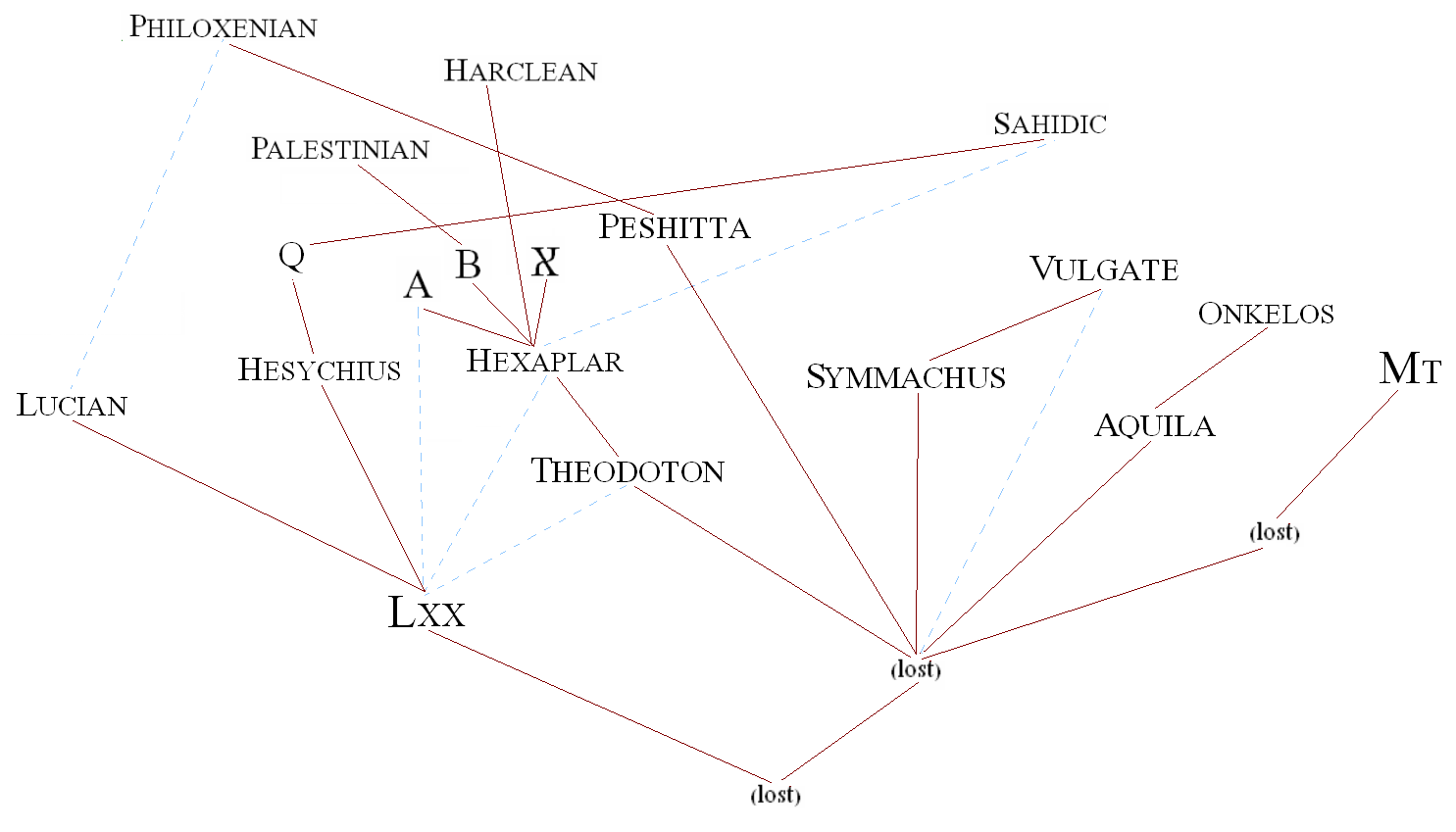
Detallws de la referencia en Egipto